# Accionament de la distribució de tipus Walschaerts

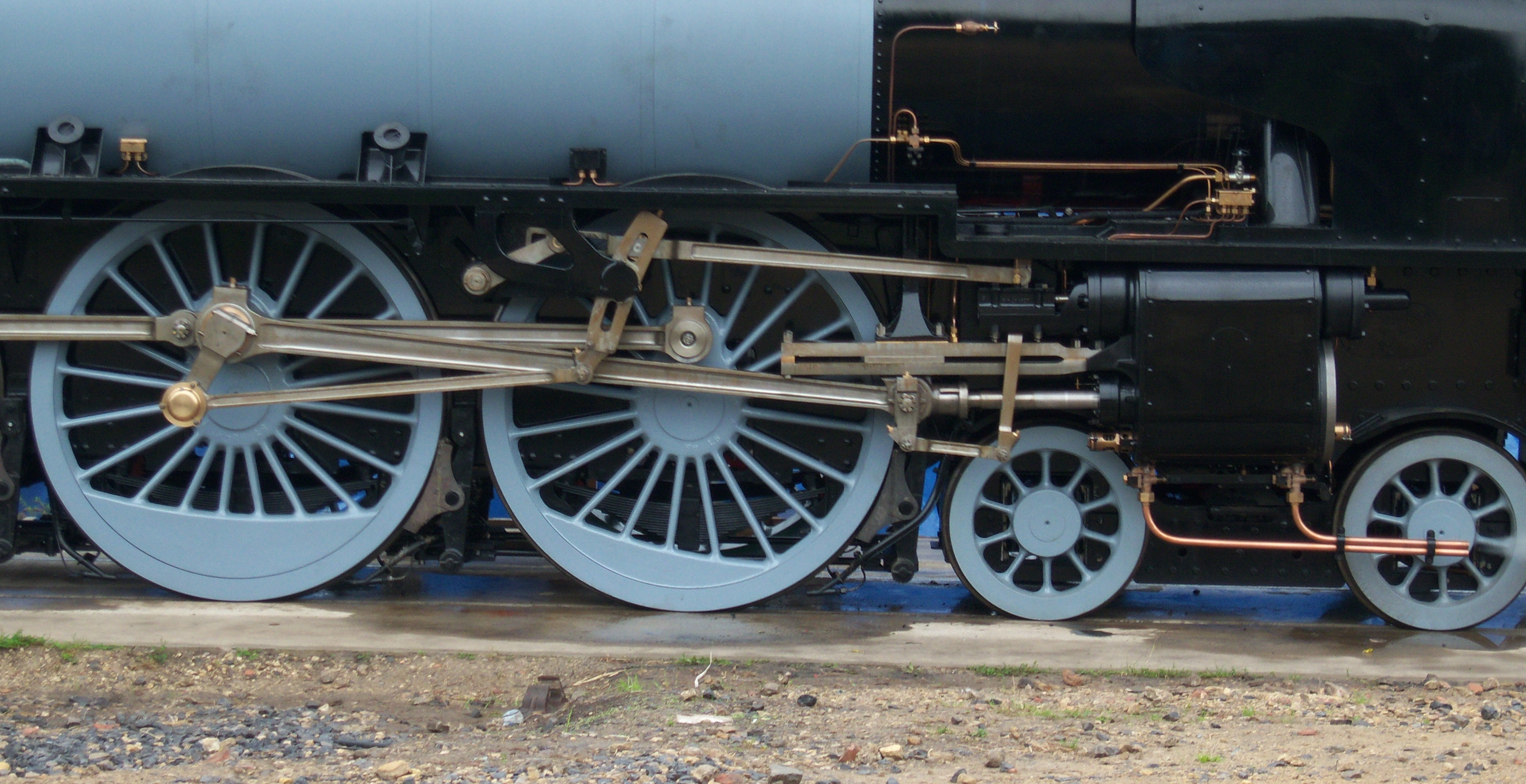
Unitat Walschaerts en una locomotora 60.163 Tornado.

L'Accionament de la distribució de tipus Walschaerts és un sistema d'accionament de vàlvules de les locomotores de vapor inventada per l'enginyer mecànic de ferrocarrils belga Egide Walschaerts el 1844. La distribució també és coneguda sense la "s" final, ja que va ser patentada incorrectament amb aquest nom. Es va usar àmpliament en locomotores de vapor des de finals del segle xix fins al final de l'era del vapor.

## Història

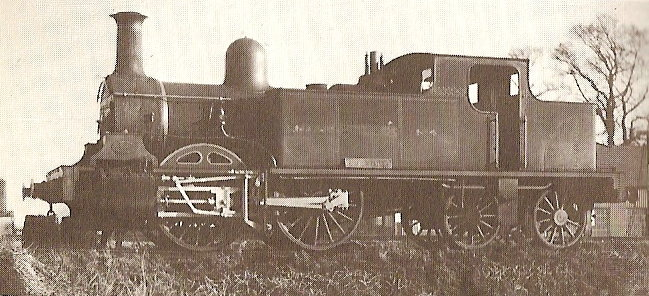
Fairlie 0-4-4T simple del Swindon Marlborough & Andover Railway de 1878. Aquesta va ser la primera locomotora britànica a usar el mecanisme de vàlvules Walschaerts.

La distribució Walschaerts va trigar un temps a guanyar popularitat. L'accionament de la distribució de tipus Stephenson va mantenir la popularitat a les locomotores del segle xix. L'accionament Walschaerts tenia l'avantatge que podia ser muntat enterament a l'exterior de la locomotora, deixant lliure l'espai entre els travessers del txassis. Per aquesta raó va ser adoptat primerament en les locomotores articulades. La locomotora tipus Mason Bogie va ser la primera a fer servir la distribució Walschaerts a Amèrica del Nord.
La primera aplicació a la Gran Bretanya va ser una Fairlie simple 0-4-4T, exhibida a París el 1878 i comprada per la companyia Swindon, Marlborough and Andover Railway el 1883. Segons Ahrons, la locomotora va estar en servei molt poc temps, ja que ningú sembla haver sabut manejar el sistema, la qual cosa va conduir a un enorme consum de carbó.
Al segle xx, l'accionament Walschaerts va ser el tipus més utilitzat, especialment en locomotores grans. A Europa, el seu ús va ser gairebé universal, mentre que a Amèrica del Nord, el Walschaerts va superar al seu competidor més proper, l'accionament de la distribució de tipus Baker, per un ampli marge.
A Alemanya, la distribució Walschaerts sol anomenar distribució Heusinger, pel fet que Edmund Heusinger von Waldegg va inventar el mecanisme en forma independent el 1849. La distribució Heusinger va ser més propera a la forma generalment usada, però les autoritats accepten que la invenció de Walschaerts és prou semblant a la forma final.

## Detalls tècnics

Animació mostrant els canvis en la distribució en invertir la marxa.

La distribució Walschaerts, quan està correctament dissenyada, proveeix un avanç de vàlvules correcte, independentment del tall triat tant en marxa endavant com a enrere. Amb el pistó al punt mort davanter o del darrere, l'enllaç d'expansió ha d'estar vertical i en moure el bloc mort cap amunt i avall no ha d'alterar la posició de la tija de la vàlvula.
La quantitat d'avanç sempre està determinada per les proporcions de la palanca de la combinació i el disseny de la vàlvula. Només es podrà canviar en modificar les proporcions d'aquests components.
L'operació de la distribució combina dos moviments: un és el moviment d'avanç i l'altre és el moviment direccional requerit per a una distribució (o "marxa") completa. Per entendre l'operació, s'ha de considerar el tall en mitja marxa. Atès que el bloc mort no es mou, l'extrem de la barra d'enllaç (radius rod) és, en efecte, un punt fix sobre el qual pivota la barra de combinació (combination lever), de manera que el moviment de la vàlvula és causat directament pel moviment del cap d'encreuament (Cross head) actuant a través de la barra d'unió (union link) i la barra de combinació.
Si aquest fos l'únic moviment fet per la vàlvula, la màquina arrencaria només quan el pistó estigués a prop del centre, i fins i tot la direcció dependria de si hi ha una fracció abans o després de la meitat del seu recorregut.